# باب دیل
باب دیل (انگلیسی: Bob Dale; ۳۱ اکتبر ۱۹۳۱ – ۱۷ ژانویهٔ ۲۰۰۷) بازیکن فوتبال اهل بریتانیا بود.
از باشگاه‌هایی که در آن بازی کرده‌است می‌توان به باشگاه فوتبال بری، باشگاه فوتبال کولچستر یونایتد، و باشگاه فوتبال آلترینچام اشاره کرد.